# Fiat X1/9
La Fiat X1/9 è una vettura del tipo targa a motore centrale prodotta dalla casa automobilistica italiana FIAT tra il 1972 e il 1989.

## Il contesto

### La Runabout
La X1/9 discende da una concept car del 1969, la Autobianchi A112 Bertone Runabout, una barchetta dalle linee tese e dotata di un vistoso roll bar, realizzata dalla Bertone su disegno di Marcello Gandini, quale proposta di soluzione sportiva per la A112, della quale utilizzava il motore e varie componenti meccaniche, nonostante il diverso schema "tutto dietro".

La concept car Runabout del 1969, realizzata dalla Bertone su base Autobianchi A112

Il successo ottenuto dalla Runabout al salone dell'automobile di Torino dello stesso anno, incoraggiò Nuccio Bertone ad allestire un'evoluzione del prototipo da barchetta in targa, affinché la vettura fosse più facilmente industrializzabile.
Ulteriori spunti tecnici furono presi dalla visita di Giotto Bizzarrini il quale, nel 1970, mostrò a Bertone la sua Fiat 128 Bizzarrini Sport a motore posteriore, appena realizzata per le competizioni. Nel frattempo, la dirigenza del Gruppo Fiat che già all'epoca controllava totalmente la Autobianchi, optò per la soluzione A112 Abarth, più economica e soprattutto più adatta a fronteggiare il successo commerciale della Innocenti Mini Cooper.
Il nuovo prototipo sembrava quindi destinato a finire tra i tanti senza sbocco produttivo. Tuttavia nel 1971, durante una visita agli stabilimenti di Grugliasco, Gianni Agnelli notò la piccola targa, trovandola adatta a sostituire nella gamma FIAT l'ormai datata 850 Spider, anch'essa prodotta dalla Bertone; il prototipo fu quindi ricondizionato e inviato a Torino per il progetto di industrializzazione che prese la sigla interna «X1/9», poi mantenuta anche per la denominazione commerciale del modello.

### Il progetto "rubato"
L'opera di pulizia e riverniciatura del prototipo fu imprudentemente affidata da Nuccio Bertone a una carrozzeria artigianale esterna, della quale si serviva spesso per lavori di piccola entità, allo scopo di non disturbare il regolare funzionamento delle linee produttive interne.
Non si sa come, ma della situazione venne a conoscenza Alejandro de Tomaso, cui non parve vero di trarne vantaggio, nell'ambito dell'annosa "guerra" commerciale tra FIAT e Ford per la supremazia nel mercato automobilistico europeo; "guerra" che aveva già coinvolto la Ferrari, qualche anno prima, e che aveva dato origine al marchio Dino.
Alejandro de Tomaso convocò Tom Tjaarda nella piccola carrozzeria torinese e gli ordinò di copiare la futura X1/9, eseguendone un figurino che, in seguito, la Ghia trasformò in prototipo, sulla meccanica della De Tomaso Vallelunga. La copia di Tjaarda e De Tomaso venne presentata al salone di Torino del 1971 come 1600 Spider, "bruciando" così l'effetto sorpresa per la presentazione della X1/9, prevista nei mesi successivi. 
La trovata, naturalmente, suscitò il disappunto della Bertone e della FIAT, ma contrariamente ai timori di Tjaarda non vi furono conseguenze giudiziarie. Per provocare qualche reazione la Ford acquistò il prototipo della De Tomaso con il dichiarato intento di metterla in produzione, ma sempre senza strascichi polemici o legali la FIAT procedette all'evoluzione del progetto X1/9.

## La vettura

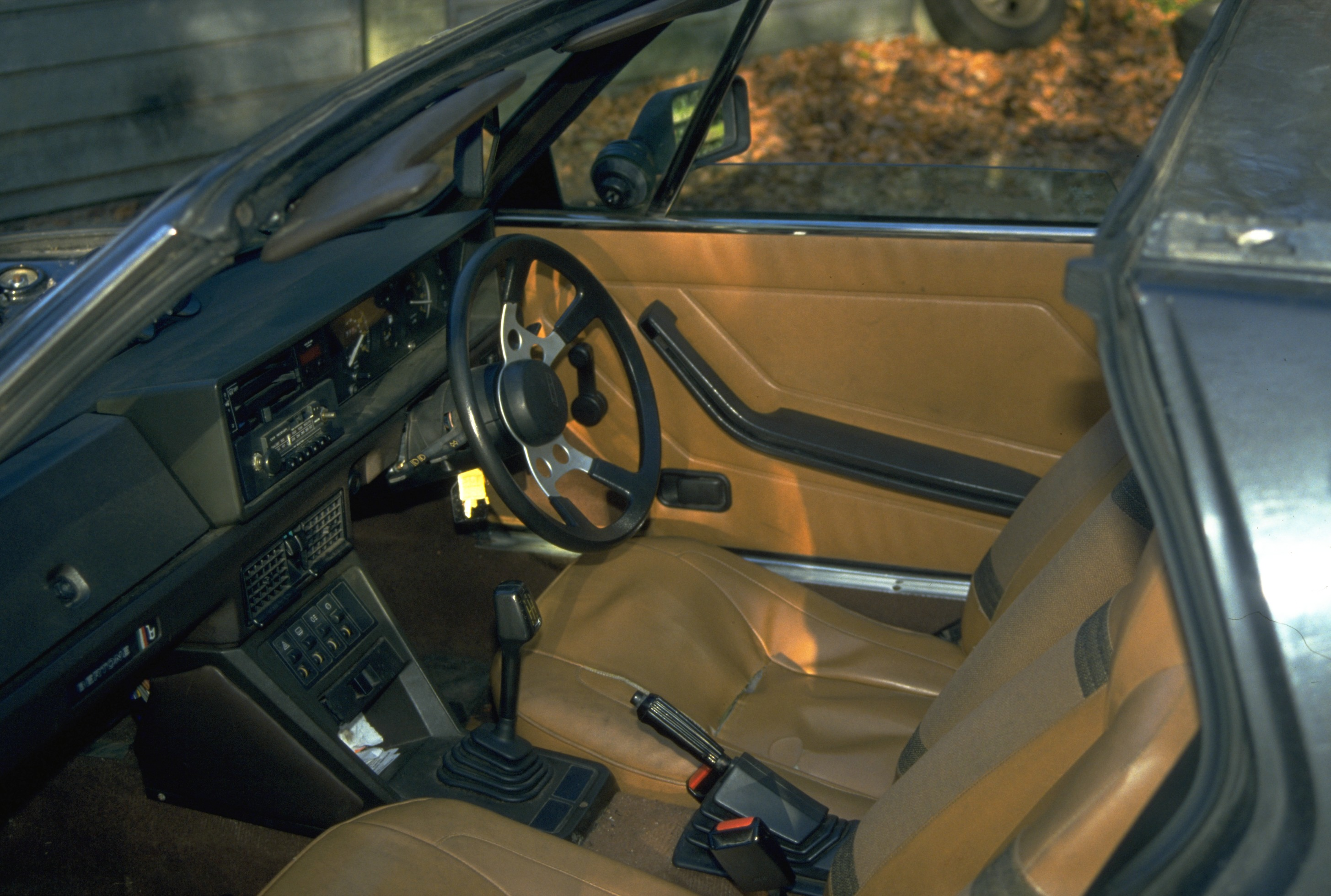
Interni

Il 22 dicembre 1972 la Fiat X1/9, già in produzione da alcune settimane, venne ufficialmente presentata alla stampa internazionale nel Parco delle Madonie, sul tracciato della Targa Florio, contemporaneamente alla Fiat 124 Abarth Rally.
Utilizzando la meccanica della Fiat 128 Coupé che venne spostata al posteriore (la X1/9 aveva, infatti motore centrale e trazione posteriore, mentre la 128 aveva motore e trazione anteriori), la piccola targa era munita di robusto roll bar centrale, e tetto rigido asportabile e inseribile nel cofano anteriore.
La derivazione 128 era evidente nella meccanica: sospensioni a ruote indipendenti, impianto frenante a quattro dischi (gruppi posteriori analoghi a quelli della Fiat 124 Sport) e motore trasversale a 4 cilindri di 1290 cm³ da 75 CV (lo stesso della 128 Sport Coupé 1300). Il telaio era derivato direttamente dalla "cugina" Lancia Stratos, sempre frutto della matita di Marcello Gandini (il designer della Bertone negli anni 1970), e con la quale già condivideva qualche componente della carrozzeria.
Nel listino Fiat, la neonata X1/9 prendeva il posto della 850 Sport Spider, rinunciando, secondo le convinzioni dell'epoca, a una carrozzeria spider per ragioni di sicurezza.
La X1/9 venne esportata negli Stati Uniti d'America sia con motore 1290 cm³ sia nella versione che nascerà qualche anno dopo con motore maggiorato a 1498 cm³, alimentazione a iniezione, dotata dei dispositivi antinquinamento previsti dalle normative statunitensi e strumentazione con misure anglosassoni, ottenendo un buon successo di vendite.
Nel 1978 subì il primo e unico restyling della sua lunga carriera (18 anni) con la versione Five Speed che richiamava sin dal nome la maggiore modifica, l'adozione del cambio a 5 marce. Esteticamente la vettura venne "americanizzata" con l'adozione di massicci paraurti in alluminio ad assorbimento d'energia, come volevano le leggi statunitensi del tempo; anche il cofano motore subì una vistosa modifica per ospitare il nuovo propulsore. Gli interni vennero completamente ridisegnati, con nuovi sedili ergonomici regolabili e cruscotto di nuova concezione.
La cilindrata del motore cresce a 1498 cm³ (85 CV), mentre il cambio diventa a 5 rapporti. La velocità massima arriva a 180 km/h con un'accelerazione da 0 a 100 km/h in 10 secondi.

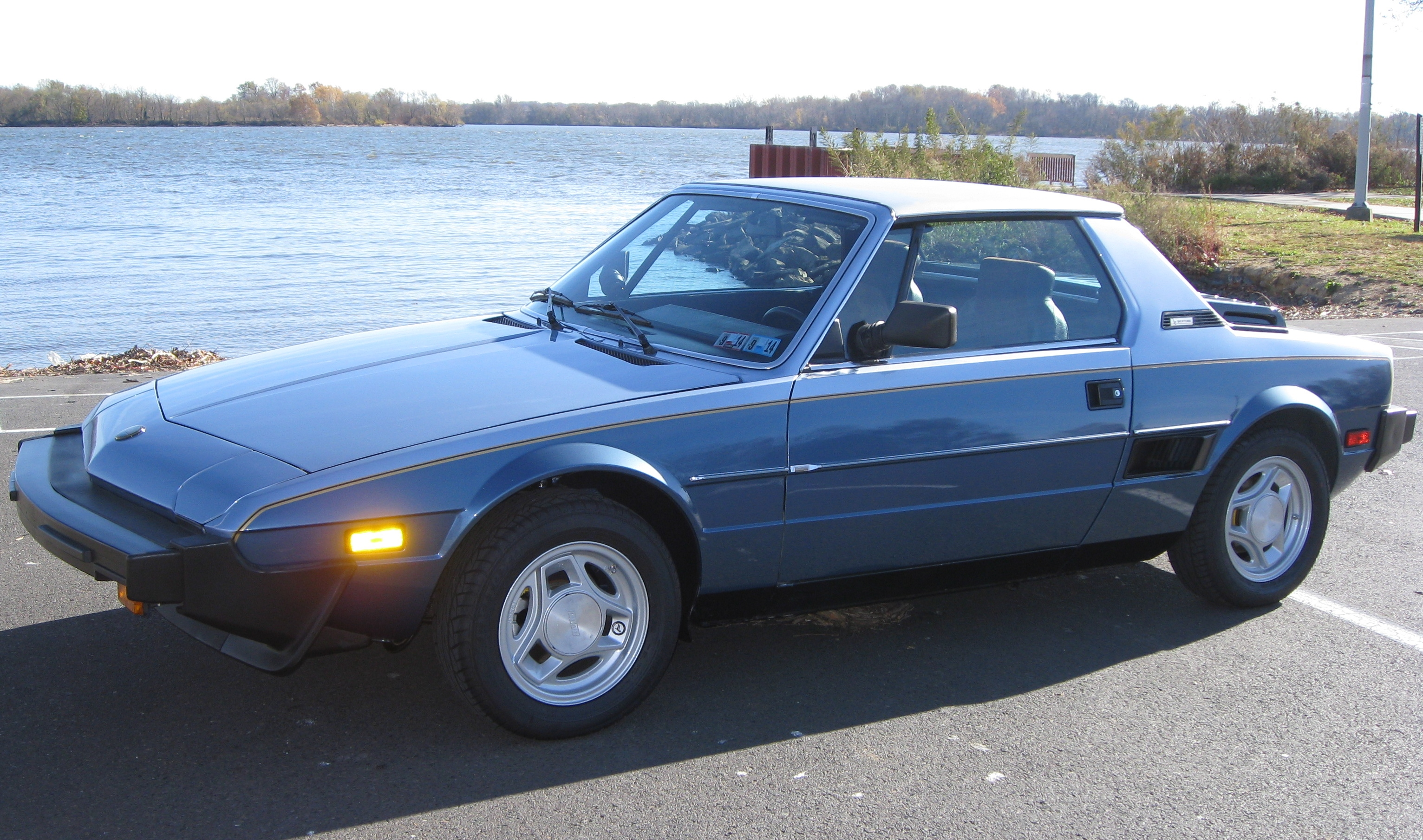
Una Bertone X1/9 del 1986 per il mercato statunitense, equipaggiata con paraurti ad assorbimento

A partire dal 1982 la produzione, ormai quasi interamente assorbita dagli Stati Uniti, vide anche un formale rebadging da FIAT a Bertone, quest'ultimo il marchio presso le cui officine la vettura era prodotta sin dall'inizio.
Negli anni Bertone la X1/9 venne realizzata in una serie di versioni speciali anche con carrozzeria bicolore e interni lussuosi, come la In del 1982 che presentava interni in pelle rossa; per i telai, contrariamente alla produzione dell'epoca FIAT, vennero adottati trattamenti anticorrosivi con verniciature speciali a 9 strati.
La produzione cessò nel 1989 con la versione Gran Finale: qualche variante come i nuovi cerchi in lega e piccolo spoiler posto nella parte posteriore; vetture dotate di verniciatura micalizzata. In totale la produzione dal 1972 al 1989 è stata di circa 170 000 esemplari.
La X1/9, l'unica nella storia FIAT a motore centrale, rimase l'ultima vettura a due posti e scoperta presentata dal marchio torinese fino all'arrivo della Barchetta.

## Dallara Icsunonove

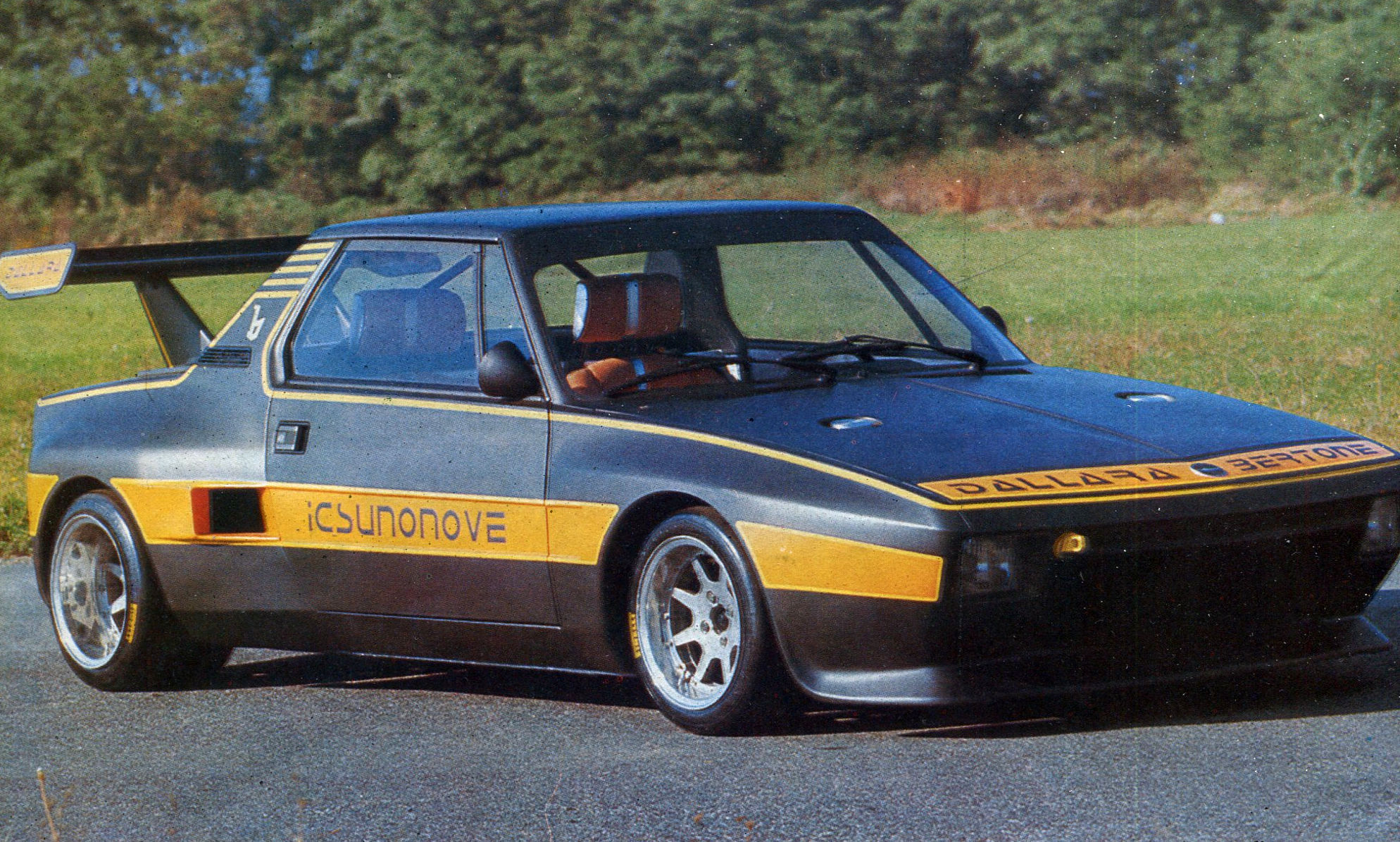
La Dallara Icsunonove del 1975 carrozzata Bertone

La casa di vetture da competizione Dallara realizzò dal 1975, in accordo con Fiat e in collaborazione con Bertone, alcune decine di vetture denominate Dallara Icsunonove, ovvero delle X1/9 elaborate secondo i dettami regolamentari dell'allora Gruppo 5, quello per vetture silhouette.
La prima versione della Icsunonove presentava un motore 1300 elaborato con testa a 16v e iniezione meccanica Kugelfischer da 192 CV, cui seguirà una versione 1600 cm³ da oltre 200 CV. Esteticamente si caratterizzava per i passaruota allargati onde montare ruote di maggiori dimensioni, un alettone posteriore e il frontale senza fari a scomparsa.
Si distinse in particolare nelle gare in salita e negli slalom.

## La Fiat X1/9 Abarth

La Fiat X1/9 Abarth

All'inizio degli anni 1970 Gino Macaluso, navigatore all'interno del reparto corse FIAT, fu incaricato dalla stessa di seguire lo sviluppo della X1/9 Abarth. Progettata nel 1974 per correre il campionato rallies, era equipaggiata con il motore della Fiat 124 Abarth Rally (di cui la X1/9 avrebbe dovuto essere l'erede) da 1 840 cm³, alimentato da due carburatori doppio corpo e con distribuzione a 4 valvole per cilindro, per una potenza max di 200 cavalli a 7 600 giri al minuto e trasmissione con cambio a cinque marce a innesti frontali e differenziale autobloccante. La vettura, pesante solo 750 kg, era caratterizzata da aerodinamica sofisticata, prese d'aria sul cofano anteriore, e periscopio sul motore centrale, fari anteriori rettangolari fissi, fanaleria supplementare circolare e cerchi in lega Cromodora.
Pesando solo 750 kg, la X1/9 prototipo era più leggera della Fiat 124 Sport Spider e anche della futura Fiat 131 Abarth Rally che sarebbe arrivata a 950 kg. Per la sua maneggevolezza, la X1/9 aveva impressionato i piloti che la guidarono, giudicandola più facile rispetto persino alla plurivittoriosa Lancia Stratos che a sua volta condivideva un'architettura quasi uguale, ma un comportamento molto diverso. Al momento dello stop del programma di progettazione, si era ventilata anche l'ipotesi di equipaggiare la piccola targa con un motore turbo, ma non si andò oltre a un abbozzo.
Nonostante le incoraggianti premesse, questa vettura ebbe una breve carriera nelle competizioni, che partì con lo sfortunato esordio al Rally di Sicilia e al Rally delle quattro Regioni, dove fu costretta al ritiro, cui seguirono tre vittorie assolute al Rally delle Alpi Orientali, al 100.000 Trabucchi e alla Coppa Liburna. Tuttavia, lo sviluppo del progetto venne interrotto per fare posto al progetto Fiat «X1/20», che diventerà la Lancia Beta Montecarlo, e la futura 131 Abarth Rally.

## Dati tecnici
| Caratteristiche tecniche - Fiat X1/9 | | |
| Modello                              | Versione 1.3 | Versione 1.5 |
| Motore                               | 4 cilindri in linea ciclo Otto, corsa corta, posteriore-centrale | 4 cilindri in linea ciclo Otto, corsa corta, posteriore-centrale |
| Cilindrata                           | 1.290 cm³ (Alesaggio x corsa = 86,0 x 55,5 mm) | 1.498 cm³ (Alesaggio x corsa = 86,4 x 63,9 mm) |
| Distribuzione                        | a 2 valvole con albero a camme in testa | a 2 valvole con albero a camme in testa |
| Rapporto di compressione             | 8,9:1 | 9,2:1 |
| Potenza max                          | 75 CV DIN a 6.000 giri/min | 85 CV DIN a 6.000 giri/min |
| Coppia max                           | 9,9 kgm (97 Nm) DIN a 3.400 giri/min | 12 kgm (118 Nm) DIN a 3.200 giri/min |
| Alimentazione                        | carburatore invertito doppio corpo Weber 32 DMTR 22 | carburatore invertito doppio corpo Weber 34 DATR7/250 |
| Raffreddamento                       | ad acqua a circolazione forzata | ad acqua a circolazione forzata |
| Frizione                             | monodisco a secco con comando idraulico | monodisco a secco con comando idraulico |
| Cambio                               | a 4 rapporti + RM | a 5 rapporti + RM |
| Trazione                             | posteriore | posteriore |
| Scocca                               | metallica autoportante | metallica autoportante |
| Sospensioni ant.                     | a ruote indipendenti, bracci trasversali oscillanti, molle elicoidali, ammortizzatori idraulici telescopici                                                                                   | a ruote indipendenti, bracci trasversali oscillanti, molle elicoidali, ammortizzatori idraulici telescopici                                                                                   |
| Sospensioni post.                    | a ruote indipendenti, bracci oscillanti, ammortizzatori idraulici telescopici | a ruote indipendenti, bracci oscillanti, ammortizzatori idraulici telescopici |
| Impianto frenante                    | a disco da 227 mm con pinze flottanti sulle 4 ruote, comando idraulico e doppio circuito (diametro pistoni ant. 48 mm post. 34 mm). Freno a mano sulle pinze posteriori con comando meccanico | a disco da 227 mm con pinze flottanti sulle 4 ruote, comando idraulico e doppio circuito (diametro pistoni ant. 48 mm post. 34 mm). Freno a mano sulle pinze posteriori con comando meccanico |
| Ingombri e pesi                      | | |
| Lunghezza                            | 3.830 mm | 3.960 mm |
| Larghezza                            | 1.570 mm | 1.570 mm |
| Altezza                              | 1.170mm | 1.180 mm |
| Passo                                | 2.200 mm | 2.200 mm |
| Carreggiata anteriore                | 1.330 mm | 1.350 mm |
| Carreggiata posteriore               | 1.340 mm | 1.350 mm |
| Pneumatici                           | 145/80 R13, 165/70 R13, 185/60 R13 | 145/80 R13, 165/70 R13, 185/60 R13 |
| Peso                                 | 880 kg a vuoto | 920 kg a vuoto |
| Serbatoio                            | 48 L | 48 L |
| Accelerazione                        | 33,748 s sul km da fermo | |
| Velocità massima                     | 170 km/h | 180 km/h |
| Consumo                              | a 90 km/h: 6,1 - a 120 km/h: 7,68 - urbano: 7,5 L/100 km | |
| Impianto elettrico                   | 12 V - alternatore 460 W - batteria 45 Ah | 12 V - alternatore 460 W - batteria 45 Ah |
| Bagagliaio sdoppiato                 | anteriore da 155 litri e che ospita anche il tetto una volta rimosso; posteriore da 115 litri                                                                                                 | anteriore da 155 litri e che ospita anche il tetto una volta rimosso; posteriore da 115 litri                                                                                                 |